# Fabryka Obrabiarek Precyzyjnych Avia

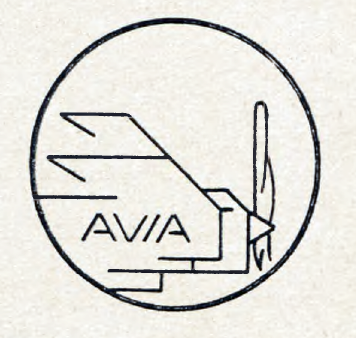
Logo Wytwórni Maszyn Precyzyjnych Avia

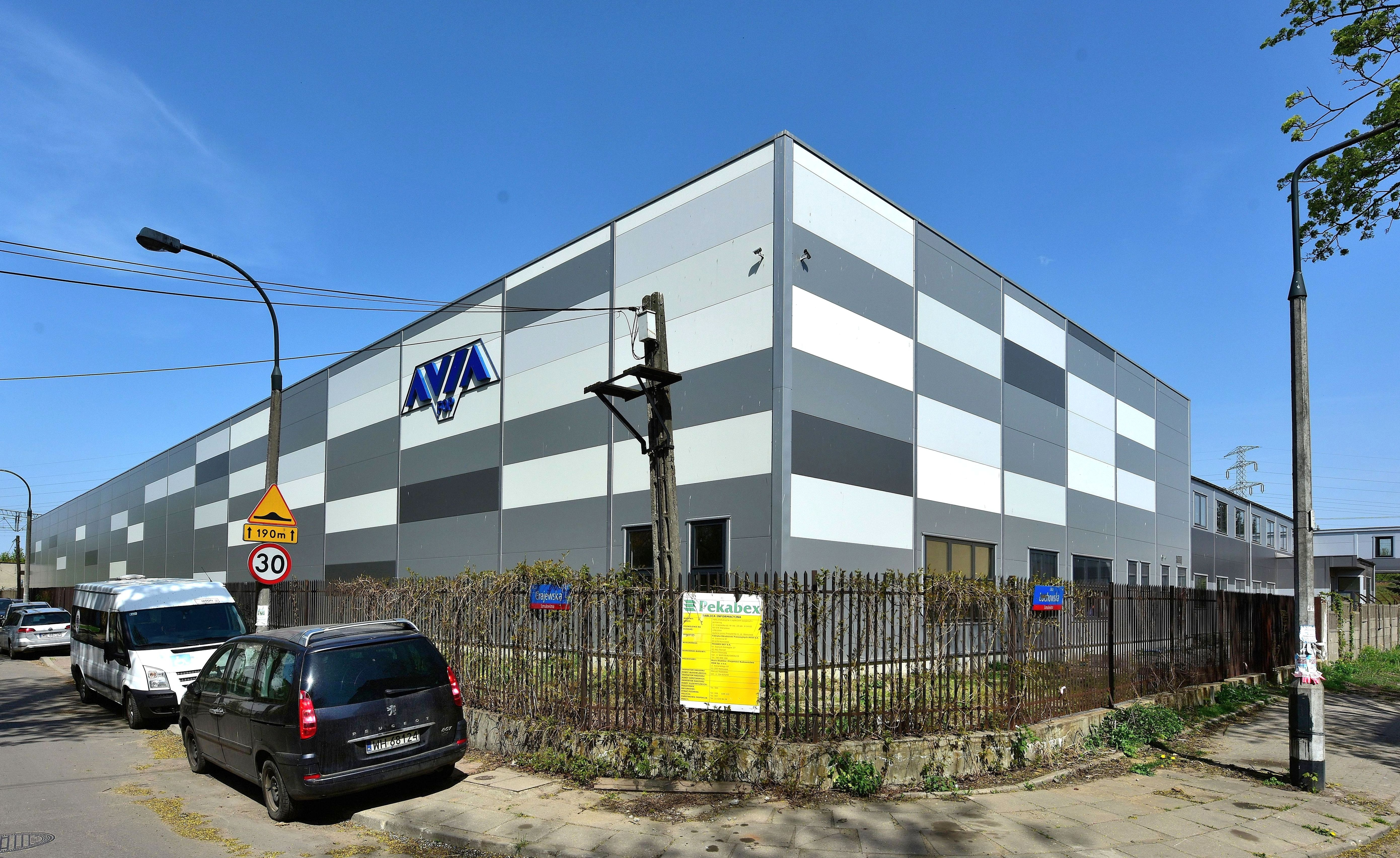
Nowy budynek Avii przy ul Grajewskiej róg ul. Łochowskiej

Fabryka Obrabiarek Precyzyjnych Avia S.A. – spółka utworzona w 1902 roku z siedzibą przy ul. Siedleckiej 47 w Warszawie.

## Historia
- 1902 – utworzenie przedsiębiorstwa. Pierwsza nazwa spółki brzmiała Fabryka Maszyn Precyzyjnych L. Nowiński[1]. W drewnianych pomieszczeniach Fabryki Maszyn Precyzyjnych L. Nowiński produkowano maszyny dla przemysłu tytoniowego – budowano maszyny do wyrobu gilz papierosowych. Fabryka zatrudniała kilkudziesięciu ludzi.
- 1918 – produkcja maszyn dla powstałego Polskiego Monopolu Tytoniowego.
- 1924 – zmiana profilu produkcji i nazwy przedsiębiorstwa. Właściciel fabryki – Lucjan Nowiński zmienił profil produkcji – powstała w budynku fabryki przy Siedleckiej 63 (dziś 47) – Wytwórnia Maszyn Precyzyjnych AVIA. Właścicielami spółki był inżynier Mieczysław Kośminski oraz Włodzimierz Szomański (konstruktor i producent śmigieł) i Bronisław Szybowski. Przedsiębiorstwo rozpoczęło wtedy wytwarzanie urządzeń na potrzeby przemysłu zbrojeniowego.
- 1926 – rozpoczął się nowy okres działalności Avii, coraz ściślej związany z lotnictwem.
- 1927 – rozpoczęcie produkcji części zamiennych do silników lotniczych Gnome-Rhône. Dyrektorem technicznym Wytwórni Maszyn Precyzyjnych „Avia” był wówczas Franciszek Peter. Wiktor Narkiewicz był kierownikiem biura konstrukcyjnego i wdrażał produkcję polskich silników lotniczych.
- listopad 1927 – na podstawie dokumentacji odkupionej od inż. Władysława Zalewskiego powstał prototyp pierwszego polskiego silnika samolotowego – „Avia” WZ-7.
- 1935 – uruchomienie produkcji silników Wright R-790 o mocy 220 KM (do 25 szt. miesięcznie).
- 1936 – zbudowanie prototypu silnika Avia P-4 o mocy ok. 70 KM.
- 1938 – powstaje prototyp silnika Avia Delfin konstrukcji inż.Tupalskiego o mocy ok. 300 KM. Równolegle trwają prace nad wprowadzeniem do produkcji licencyjnego silnika Gnome Rhone Mars-7 o mocy ok. 730 KM (do napędu samolotu PZL-48 Lampart).
- 1939 – Avia czterokrotnie zwiększyła stan zatrudnienia w stosunku do 1930 roku – w fabryce pracowało 1000 osób, w tym 100 z dyplomami uczelni technicznych. Avia dysponowała własnym biurem studiów oraz laboratorium chemicznym i mechanicznym.
- październik 1939 – wytwórnia została podporządkowana niemieckiej firmie Mechanische Werkstätte Neubrandenburg – produkowano w niej wyrzutniki bombowe, a liczba pracowników powiększyła się do 1800 osób (w okresach nasilonej produkcji nawet 3000). Przy fabryce powstał areszt, w którym zamykano spóźniających się do pracy, a bicie robotników było na porządku dziennym[2].
- 1944 – zniszczenie zabudowań zakładu w 90%[3]. Po odbudowie przedsiębiorstwo produkowało maszyny dla przemysłu spożywczego[1].
- 1980 – zmiana nazwy na Fabryka Obrabiarek Precyzyjnych „Ponar-Avia”[1].